# 1F Hecho Realidad Tour
Primera Fila Hecho Realidad Tour o 1F Hecho Realidad Tour es la quinta gira realizada por el dúo estadounidense Ha*Ash, conformadas por las hermanas Ashley Grace y Hanna Nicole.  
La gira comenzó el 25 de abril de 2015 en el Auditorio Nacional de México, llegando por primera vez a Chile, Uruguay y Argentina, donde arrasaron con cinco shows en cinco días, todos sold-out (dos en Buenos Aires, dos en Córdoba y uno en Rosario-Santa Fe), y terminó el 30 de septiembre de 2017 en Guadalajara.

## Información
La gira comenzó inicialmente en México, consiguiéndola llevar a varios países como Argentina, Chile, Perú, Ecuador, Estados Unidos, Venezuela, Puerto Rico, República Dominicana, Guatemala, Colombia, Costa Rica, El Salvador, España y toda la República Mexicana con innumerables sold out, más de 100. Se han presentado en los teatros más importantes de dichos países con llenos totales como el Luna Park de Argentina, El Coliseo de Puerto Rico, entre otros.

## Recepción
La gira ha reunido a más de 2 000 000 personas hasta el 2016, logrando solo en México; 5 Auditorio Nacional y 1 Palacio de los Deportes en la Ciudad de México, 3 Auditorio Telmex y 2 Teatro Diana en Guadalajara, 3 Auditorio Banamex en Monterrey, todos con llenos totales.

## Invitados sorpresa

### Invitados sorpresa
- Axel – 25 de abril de 2015 y 12 de noviembre de 2016: «No te quiero nada».[7][8]
- Moderatto – 21 de junio de 2015: «Ya lo veía venir»[9]
- Matisse – 21 de junio de 2015 y 26 de noviembre de 2016:  «Sé que te vas»[9][10]
- Joy Huerta – 25 de octubre de 2015: «No tiene devolución» y «Qué más da».[11]
- Reik – 26 de noviembre de 2016: «¿Qué haré con este amor?» y «Creo en ti».[10]
- Alicia Villarreal – 26 de noviembre de 2016: «Ex de verdad», «Ay papacito» y «Te aprovechas».[10]

### Teloneros
- José Cantoral – 9 de junio de 2016.[12]
- Mando – 10 de septiembre de 2016.[13]
- María José Castillo – 25 de septiembre de 2016.[14]

## Repertorio
Canciones presentadas
1. «Soy mujer»
2. «Amor a medias»
3. «¿De dónde sacas eso?»
4. «Dos copas de más»
5. «Todo no fue suficiente»
6. «Me entrego a ti»
7. «Lo aprendí de ti»
8. «¿Qué haré con este amor?» / «Te quedaste» / «Si pruebas una vez»
9. «Tú y yo volvemos al amor»
10. «Mi niña mujer» (algunos conciertos)
11. «¿Qué hago yo?»
12. «Ex de verdad»
13. «Impermeable» (algunos conciertos)
14. «Malas costumbres» (algunos conciertos)
15. «Vaquera» (algunos conciertos)
16. «Sé que te vas»
17. «Foolish Games» (cover, algunos conciertos)
18. «Te dejo en libertad»
19. «No te quiero nada»
20. «Odio amarte»
21. «Perdón, perdón»
22. «Estés donde estés»

Notas
- Durante el concierto en el Auditorio Nacional el 21 de junio de 2015, Ha*Ash interpretó «Te quedaste» y «Si pruebas una vez» junto a la familia Barraza, ganadores de Me pongo de pie.

## Fechas

### Fechas propias
Las fechas presentadas a continuación corresponden sólo a las fechas pertenecientes a su 1F Hecho Realidad Tour , donde presenten todo su repertorio.
|     | América del Norte        |                  |                      |                                      |
| 1   | 25 de abril de 2015      | Ciudad de México | México               | Auditorio Nacional                   |
| 2   | 29 de abril de 2015      | Aguas calientes  | México               | Feria Nacional de San Marcos         |
| 3   | 30 de abril de 2015      | Querétaro        | México               | Auditorio Josefa Domínguez           |
| 4   | 4 de mayo de 2015        | Villahermosa     | México               | Feria Tabasco                        |
| 5   | 6 de mayo de 2015        | Hermosillo       | México               | Palenque Hermosillo                  |
| 6   | 7 de mayo de 2015        | Metepec          | México               | Palenque Metepec                     |
| 7   | 8 de mayo de 2015        | Torreón          | México               | Expo Center                          |
| 8   | 14 de mayo de 2015       | Hidalgo          | México               | Show Mineral de la Reforma           |
| 9   | 15 de mayo de 2015       | San Luis Potosí  | México               | Plaza de Toros                       |
| 10  | 16 de mayo de 2015       | Monterrey        | México               | Domo Monterrey                       |
| 11  | 22 de mayo de 2015       | Tequisquiapan    | México               | Parque de la Pila                    |
| 12  | 29 de mayo de 2015       | Tijuana          | México               | El foro                              |
| 13  | 30 de mayo de 2015       | Mexicali         | México               | Centro cívico                        |
| 14  | 23 de junio de 2015      | Morelia          | México               | Palacio del Arte                     |
| 15  | 21 de junio de 2015      | Ciudad de México | México               | Auditorio Nacional                   |
| 16  | 10 de julio de 2016      | Morelia          | México               | Palacio del arte                     |
| 17  | 18 de julio de 2015      | Guadalajara      | México               | Teatro Diana                         |
| 18  | 19 de julio de 2015      | Guadalajara      | México               | Teatro Diana                         |
| 19  | 24 de julio de 2015      | Mérida           | México               | Plaza de toros                       |
| 20  | 2 de agosto de 2015      | Tulancingo       | México               | Palenque de Tulancingo               |
| 21  | 4 de agosto de 2015      | Durango          | México               | Velaria de la Feria                  |
| 22  | 7 de agosto de 2015      | Fresnillo        | México               | Palenque Fresnillo                   |
| 23  | 8 de agosto de 2015      | Zacatlán         | México               | Palenque Zacatlán                    |
| 24  | 28 de agosto de 2015     | San Luis Potosí  | México               | Feria San Luis                       |
| 25  | 29 de agosto de 2015     | Cancún           | México               | Plaza de Toros                       |
| 26  | 4 de septiembre de 2015  | Tijuana          | México               | Palenque de Tijuana                  |
| 27  | 5 de septiembre de 2015  | Hidalgo          | México               | Dolores Hidalgo                      |
| 28  | 10 de septiembre de 2015 | Zacatecas        | México               | Palenque de la FENAZA                |
| 29  | 12 de septiembre de 2015 | Acapulco         | México               | Forum Mundo Imperial                 |
| 30  | 13 de septiembre de 2015 | Nvo Laredo       | México               | Palenque Nvo Laredo                  |
| 31  | 15 de septiembre de 2015 | Oakland, Ca      | Estados Unidos       | Oracle Arena                         |
| 32  | 17 de septiembre de 2015 | Las Vegas, NV    | Estados Unidos       | The Axis at Planet                   |
| 33  | 19 de septiembre de 2015 | Inglewood, Ca    | Estados Unidos       | The forum                            |
| 34  | 20 de septiembre de 2015 | San Diego, Ca    | Estados Unidos       | Viejas Arenas                        |
| 35  | 26 de septiembre de 2015 | Phoenix, AZ      | Estados Unidos       | Comerica Theatre                     |
| 36  | 27 de septiembre de 2015 | El Paso, Tx      | Estados Unidos       | El Paso County                       |
| 37  | 29 de septiembre de 2015 | Hidalgo, Tx      | Estados Unidos       | State Farm Arena                     |
| 38  | 30 de septiembre de 2015 | Houston, Tx      | Estados Unidos       | Toyota Center                        |
| 39  | 1 de octubre de 2015     | Laredo, Tx       | Estados Unidos       | Laredo Energy Arena                  |
| 40  | 3 de octubre de 2015     | San Antonio,Tx   | Estados Unidos       | Freeman Coliseum                     |
| 41  | 4 de octubre de 2015     | Dallas, Tx       | Estados Unidos       | Gexa Energy Pavilion                 |
| 42  | 9 de octubre de 2015     | Cuernavaca       | México               | Beraka AdventurePark                 |
| 43  | 10 de octubre de 2015    | Monterrey        | México               | Auditorio Citibanamex                |
| 44  | 17 de octubre de 2015    | CD. Juárez       | México               | Palenque de la Feria de Cd. Juárez   |
| 45  | 21 de octubre de 2015    | Pachuca          | México               | Teatro del Pueblo                    |
| 46  | 22 de octubre de 2015    | Cd Victoria      | México               | Palenque de victoria                 |
| 47  | 25 de octubre de 2015    | Ciudad de México | México               | Auditorio Nacional                   |
| 48  | 27 de octubre de 2015    | Guadalajara      | México               | Auditorio Benito Juárez              |
|     | América del Sur          |                  |                      |                                      |
| 49  | 1 de noviembre de 2015   | Buenos Aires     | Argentina            | Teatro Opera                         |
| 50  | 2 de noviembre de 2015   | Buenos Aires     | Argentina            | Teatro Opera                         |
| 51  | 3 de noviembre de 2015   | Rosario          | Argentina            | Teatro El Círculo                    |
| 52  | 4 de noviembre de 2015   | Córdoba          | Argentina            | Quality Espacio                      |
| 53  | 5 de noviembre de 2015   | Córdoba          | Argentina            | Quality Espacio                      |
|     | América del Norte        |                  |                      |                                      |
| 54  | 7 de noviembre de 2015   | Michoacán        | México               | Cd. Hidalgo                          |
| 55  | 14 de noviembre de 2015  | Cd.Obregón       | México               | Expo Obregón                         |
| 56  | 17 de noviembre de 2015  | Culiacán         | México               | Palenque de Culiacán                 |
|     | América del Sur          |                  |                      |                                      |
| 57  | 25 de noviembre de 2015  | Bogotá           | Colombia             | Vibra al natural                     |
|     | América del Norte        |                  |                      |                                      |
| 58  | 27 de noviembre de 2015  | León             | México               | Domo de la feria                     |
| 59  | 28 de noviembre de 2015  | Ensenada         | México               | Pueblo Antiguo Ensenada              |
| 60  | 29 de noviembre de 2015  | Mexicali         | México               | Palenque del fex                     |
| 61  | 1 de diciembre de 2015   | Taxco            | México               | Taxco de Alarcón                     |
| 62  | 2 de diciembre de 2015   | Monterrey        | México               | Auditorio Citibanamex                |
| 63  | 3 de diciembre de 2015   | Hermosillo       | México               | Palenque Hermosillo                  |
| 64  | 6 de diciembre de 2015   | Chiapas          | México               | Tuxtla Gutiérrez                     |
| 65  | 10 de diciembre de 2015  | Puebla           | México               | Auditorio Metropolitano              |
| 66  | 11 de diciembre de 2015  | Chihuahua        | México               | Expo Chihuahua                       |
| 67  | 2 de enero de 2016       | Acapulco         | México               | Forum Mundo Imperial                 |
| 68  | 29 de enero de 2016      | Aguascalientes   | México               | Palenque de la feria                 |
| 69  | 6 de febrero de 2016     | La Paz, BCS      | México               | Explanada del Malecón                |
| 70  | 8 de febrero de 2016     | Mazatlán         | México               | Estadio Teodoro Mariscal             |
| 71  | 14 de febrero de 2016    | Zitácuaro        | México               | Palenque de Zitácuaro                |
| 72  | 20 de febrero de 2016    | Ciudad de México | México               | Auditorio Nacional                   |
| 73  | 26 de febrero de 2016    | Guadalajara      | México               | Auditorio Telmex                     |
| 74  | 27 de febrero de 2016    | Monterrey        | México               | Auditorio Citibanamex                |
| 75  | 11 de marzo de 2016      | Guadalajara      | México               | Auditorio Telmex                     |
| 76  | 12 de marzo de 2016      | Monterrey        | México               | Auditorio Citibanamex                |
| 77  | 19 de marzo de 2016      | Veracruz         | México               | Auditorio Benito Juárez              |
| 78  | 31 de marzo de 2016      | Cuernavaca       | México               | Palenque Cuernavaca                  |
| 79  | 1 de abril de 2016       | Xalapa           | México               | Velódromo Internacional              |
| 80  | 2 de abril de 2016       | Querétaro        | México               | Auditorio Josefa Ortiz               |
| 81  | 13 de abril de 2016      | Mc Allen,Tx      | Estados Unidos       | McAllen Convention Center            |
| 82  | 14 de abril de 2016      | Laredo           | Estados Unidos       | Laredo Energy Arena                  |
| 83  | 15 de abril de 2016      | McAllen          | Estados Unidos       | Mc Allen Convention Center           |
| 84  | 16 de abril de 2016      | San Antonio,Tx   | Estados Unidos       | The Aztec Theatre                    |
| 85  | 17 de abril de 2016      | El Paso,Tx       | Estados Unidos       | Southwest University Events Center   |
| 86  | 19 de abril de 2016      | Anaheim          | Estados Unidos       | House of Blues                       |
| 87  | 21 de abril de 2016      | Tempe, Az        | Estados Unidos       | Marquee Theatre                      |
| 88  | 24 de abril de 2016      | Tijuana          | México               | Audiorama Museo                      |
| 89  | 3 de mayo de 2016        | Aguas Calientes  | México               | Palenque de la Feria de San Marcos   |
| 90  | 6 de mayo de 2016        | Metepec          | México               | Palenque de Metepec                  |
| 91  | 7 de mayo de 2016        | Colima           | México               | Palenque Colima                      |
|     | América del Sur          |                  |                      |                                      |
| 92  | 10 de mayo de 2016       | Comodoro         | Argentina            | Teatro María Auxiliadora             |
| 93  | 12 de mayo de 2016       | Junín            | Argentina            | Sociedad Rural                       |
| 94  | 13 de mayo de 2016       | Buenos Aires     | Argentina            | Luna Park                            |
| 95  | 14 de mayo de 2016       | Mendoza          | Argentina            | Auditorio Ángel Bustelo              |
| 96  | 15 de mayo de 2016       | Santiago         | Chile                | Movistar Arena                       |
|     | América del Norte        |                  |                      |                                      |
| 97  | 18 de mayo de 2016       | Hermosillo       | México               | Palenque de hermosillo               |
| 98  | 19 de mayo de 2016       | Chihuahua        | México               | Sta. Rita                            |
| 99  | 21 de mayo de 2016       | Torreón          | México               | Explanada de la feria                |
| 100 | 22 de mayo de 2016       | Saltillo         | México               | Auditorio Las Maravillas             |
|     | América del Sur          |                  |                      |                                      |
| 101 | 28 de mayo de 2016       | Lima             | Perú                 | Explanada Sur del Estadio            |
|     | América del Norte        |                  |                      |                                      |
| 102 | 3 de junio de 2016       | Miami            | Estados Unidos       | Filmore Miami Beach                  |
| 103 | 4 de junio de 2016       | San Juan         | Puerto Rico          | Centro Bellas Artes                  |
| 104 | 5 de junio de 2016       | San Juan         | Puerto Rico          | Centro Bellas Artes                  |
| 105 | 9 de junio de 2016       | Ciudad de México | México               | Auditorio Nacional                   |
| 106 | 10 de junio de 2016      | Mexicali         | México               | Palenque de Fex                      |
| 107 | 16 de junio de 2016      | Cancún           | México               | Plaza de toros                       |
| 108 | 18 de junio de 2016      | Mérida           | México               | Coliseo de Mérida                    |
| 109 | 23 de junio de 2016      | Irapuato         | México               | Palenque del Inforum                 |
| 110 | 26 de junio de 2016      | Zacatecas        | México               | Palenque Zacatecas                   |
| 111 | 29 de junio de 2016      | Tlaxcala         | México               | Palenque Feria Tlaxcala              |
| 112 | 2 de julio de 2016       | Tuxtla Gtz       | México               | Poliforum                            |
| 113 | 9 de julio de 2016       | San Buenaventura | México               | Feria San Buena                      |
| 114 | 16 de julio de 2016      | Durango          | México               | Velaria de la Feria                  |
|     | América Central          |                  |                      |                                      |
| 115 | 23 de julio de 2016      | Santo Domingo    | República Dominicana | Anfiteatro Nurín                     |
|     | América del Norte        |                  |                      |                                      |
| 116 | 4 de agosto de 2016      | Nueva Rosita     | México               | Nueva Rosita                         |
| 117 | 6 de agosto de 2016      | Ensenada         | México               | Viña de Liceaga                      |
| 118 | 31 de agosto de 2016     | Tijuana          | México               | Palenque del Parque                  |
| 119 | 4 de septiembre de 2016  | Zacatecas        | México               | Show Fresnillo                       |
| 120 | 10 de septiembre de 2016 | Guadalajara      | México               | Auditorio Telmex                     |
|     | América del Sur          |                  |                      |                                      |
| 121 | 16 de septiembre de 2016 | Portoviejo       | Ecuador              | Centro de Eventos La Esperanza       |
| 122 | 17 de septiembre de 2016 | Guayaquil        | Ecuador              | Centro de Convenciones               |
|     | América Central          |                  |                      |                                      |
| 123 | 22 de septiembre de 2016 | El Salvador      | El Salvador          | Anfiteatro Internacional             |
| 124 | 24 de septiembre de 2016 | Guatemala        | Guatemala            | Fórum Majadas                        |
| 125 | 25 de septiembre de 2016 | San José         | Costa Rica           | Parque Viva                          |
|     | América del Norte        |                  |                      |                                      |
| 126 | 7 de octubre de 2016     | Tampico          | México               | Expo Tampico                         |
| 127 | 13 de octubre de 2016    | Mexicali         | México               | Centro de Ferias                     |
| 128 | 15 de octubre de 2016    | Villahermosa     | México               | Palenque de Gallos                   |
| 129 | 16 de octubre de 2016    | Pachuca          | México               | Palenque de Pachuca                  |
| 130 | 20 de octubre de 2016    | Tepic            | México               | Auditorio de la gente                |
| 131 | 22 de octubre de 2016    | Hermosillo       | México               | Expogan Palenque                     |
| 132 | 26 de octubre de 2016    | Morelos          | México               | Unidad Deportiva Fidel               |
|     | América del Sur          |                  |                      |                                      |
| 133 | 29 de octubre de 2016    | Lima             | Perú                 | Anfiteatro de la exposición          |
| 134 | 3 de noviembre de 2016   | Rosario          | Argentina            | Teatro El Círculo                    |
| 135 | 4 de noviembre de 2016   | Córdoba          | Argentina            | Orfeo superdomo                      |
| 136 | 6 de noviembre de 2016   | Corrientes       | Argentina            | Club Regatas                         |
| 137 | 9 de noviembre de 2016   | Montevideo       | Uruguay              | Teatro de Verano                     |
| 138 | 11 de noviembre de 2016  | Buenos Aires     | Argentina            | Luna Park                            |
| 139 | 12 de noviembre de 2016  | San Juan         | Argentina            | Teatro del Bicentenario              |
| 140 | 13 de noviembre de 2016  | Santiago         | Chile                | Teatro Caupolicán                    |
|     | América del Norte        |                  |                      |                                      |
| 141 | 17 de noviembre de 2016  | Toluca           | México               | Teatro Morelos                       |
| 142 | 18 de noviembre de 2016  | Aguascalientes   | México               | Palenque Aguas Calientes             |
| 143 | 20 de noviembre de 2016  | Culiacán         | México               | Palenque de Culiacán                 |
| 144 | 24 de noviembre de 2016  | Morelia          | México               | Palacio del Arte                     |
| 145 | 26 de noviembre de 2016  | Ciudad de México | México               | Palacio de los Deportes              |
| 146 | 27 de noviembre de 2016  | Mérida           | México               | Palenque de la feria                 |
| 147 | 2 de diciembre de 2016   | Monterrey        | México               | Auditorio Citibanamex                |
| 148 | 4 de diciembre de 2016   | San Juan         | Puerto Rico          | Coliseo José Miguel Agrelot          |
| 149 | 9 de diciembre de 2016   | San Luis Potosí  | México               | El Domo                              |
| 150 | 15 de diciembre de 2016  | Puebla           | México               | Auditorio de la BUAP                 |
| 151 | 16 de diciembre de 2016  | Tuxtla. Chiapas  | México               | Palenque Chiapas                     |
| 152 | 17 de diciembre de 2016  | Cd. del Carmen   | México               | Domo del Mar                         |
| 153 | 6 de enero de 2017       | Acapulco         | México               | Forum Mundo Imperial                 |
| 154 | 18 de enero de 2017      | León             | México               | Feria de León                        |
| 155 | 30 de enero de 2017      | CD Carmen        | México               | Domo del Mar                         |
| 156 | 3 de febrero de 2017     | Oaxaca           | México               | Auditorio Guelaguetza                |
|     | Europa                   |                  |                      |                                      |
| 157 | 17 de febrero de 2017    | Barcelona        | España               | Bikini                               |
| 158 | 19 de febrero de 2017    | Madrid           | España               | Joy Eslava                           |
|     | América del Norte        |                  |                      |                                      |
| 159 | 28 de Ferrero de 2017    | Veracruz         | México               | Macroplaza del Malecón               |
| 160 | 25 de marzo de 2017      | Monterrey        | México               | Auditorio Citibanamex                |
| 161 | 14 de abril de 2017      | Coatzacoalcos    | México               | Expo Coatza                          |
| 162 | 28 de abril de 2017      | Chihuahua        | México               | Estadio Almanza                      |
| 163 | 29 de abril de 2017      | Ciudad Juárez    | México               | Estadio Carta Blanca                 |
| 164 | 30 de abril de 2017      | Morelia          | México               | Recinto Ferial Morelia               |
| 165 | 2 de mayo de 2017        | Hermosillo       | México               | ExpoGan Palenque                     |
| 166 | 5 de mayo de 2017        | Aguas calientes  | México               | Foro de las Estrellas                |
| 167 | 12 de mayo de 2017       | Culiacán         | México               | Feria Culiacán                       |
| 168 | 15 de mayo de 2017       | Monterrey        | México               | Domo care                            |
| 169 | 20 de mayo de 2017       | Mérida           | México               | Coliseo Tucatán                      |
| 170 | 27 de mayo de 2017       | Ciudad Obregón   | México               | Show Cd Obregón                      |
| 171 | 3 de junio de 2017       | Puerto Vallarta  | México               | Centro internacional de Convenciones |
|     | América del Sur          |                  |                      |                                      |
| 172 | 30 de junio de 2017      | Santiago         | Chile                | Movistar Arena                       |
| 173 | 1 de julio de 2017       | Buenos Aires     | Argentina            | Luna Park                            |
|     | América del Norte        |                  |                      |                                      |
| 174 | 4 de agosto de 2017      | Tulancingo       | México               | Palenque Tulancingo                  |
| 175 | 11 de agosto de 2017     | Denver, CO       | Estados Unidos       | National Western Complex             |
| 176 | 20 de agosto de 2017     | Costa Mesa, CA   | Estados Unidos       | Pacific Amphitheater                 |
| 177 | 2 de septiembre de 2017  | Mexicali         | México               | Ciudad deportiva                     |
| 178 | 13 de septiembre de 2017 | Tijuana          | México               | Palenque del Parque Morelos          |
| 179 | 30 de septiembre de 2017 | Guadalajara      | México               | Palenque de Guadalajara              |

### Otros eventos
Las fechas presentadas a continuación corresponden a Eventos en que han sido invitados o Sesiones acústicas de corta duración que han realizados 
| N.º | Fecha                    | Ciudad           | País           | Lugar                            | Detalle                             |
| --- | ------------------------ | ---------------- | -------------- | -------------------------------- | ----------------------------------- |
| 1   | 2 de junio de 2015       | Monterrey        | México         | Arena Monterrey                  | Concierto Exa                       |
| 2   | 18 de junio de 2015      | Ciudad de México | México         | Centro Cultural Roberto Cantoral | Premios Trayectoria y Éxito de SACM |
| 3   | 9 de noviembre de 2015   | Ciudad de México | México         | Acoustic Box                     | Latin Grammy Acoustic Session       |
| 4   | 20 de diciembre de 2015  | Madrid           | España         | Barclay Card Center              | Invasión Tortuga                    |
| 5   | 28 de abril de 2016      | Florida          | Estados Unidos | Bank United Center               | Latin Billboards                    |
| 6   | 5 de julio de 2016       | Monterrey        | México         | Auditorio Banamex                | Concierto Verano Exa                |
| 7   | 17 de julio de 2016      | Ciudad de México | México         | Pepsi Center WTC                 | Evento Oye 14 años                  |
| 8   | 20 de agosto de 2016     | Ciudad de México | México         | Auditorio Nacional               | KCA México                          |
| 9   | 6 de octubre de 2016     | Ciudad de México | México         | Estadio Azteca                   | El Evento 40                        |
| 10  | 29 de septiembre de 2017 | Medellín         | Colombia       | Plaza de toros la Macarena       | Concierto "Mil Canciones            |
| 11  | 8 de octubre de 2017     | Ciudad de México | México         | Zócalo                           | Estamos Unidos Mexicanos            |
| 12  | 10 de octubre de 2017    | Monterrey        | México         | Arena Monterrey                  | Evento Digital 102.9                |
| 13  | 12 de octubre de 2017    | Ciudad de México | México         | Estadio Azteca                   | El Evento 40                        |
| 14  | 21 de octubre de 2017    | Ciudad de México | México         | Teatro Metropolitán              | Eliot Awards Mx 2017                |
| 15  | 9 de noviembre de 2017   | Ciudad de México | México         | Palacio de los Deportes          | Evento Telehit                      |
| 16  | 10 de noviembre de 2017  | Guadalajara      | México         | Auditorio Telmex                 | El Evento 40                        |
| 17  | 16 de noviembre de 2017  | Las Vegas        | Estados Unidos | MGM Grand Garden Arena           | Grammy Latinos 2017                 |